# Лебада-Схід
Лебада-Схід — офшорне нафтогазове родовище, розташоване у румунському секторі Чорного моря.

## Опис
Родовище відкрили у 1980 році внаслідок спорудження самопідіймальним судном Gloria свердловини Lebada Est 8, яка досягла глибини 3542 метра та була завершена у відкладеннях нижньої крейди. Хоча первісно отримані нафто- та газопрояви не були віднесені до промислових, проте подальше оціночне буріння за допомогою самопідіймального судна Orizont дозволило класифікувати структуру як родовище. Поклади нафти виявлені у відкладеннях альбу та верхньої крейди, тоді як із еоценом пов'язані запаси блакитного палива (успішний пошук останніх провели після виявлення газу у сусідньому родовищі Лебада-Захід).
Існує оцінка запасів родовища на рівні 50 млн барелів нафти та 6,8 млрд м3 газу.
Видобуток на родовищі почали у 1987-му, при цьому для пришвидшення проекту зазначене вище бурове судно Gloria встановили замість стаціонарної платформи. У 1989-му до нього в тій же функції додали самопідіймальні бурові судна Fortuna та Jupiter, що разом із початком закачування води для підтримки пластового тиску дозволило довести видобуток до 15 тисяч барелів на добу.
В подальшому Лебада-Схід отримала більш традиційне облаштування, яке включає:
- центральну платформу із обладнанням для підготовки PFCP (Platformei Centrale de Productie), яка почала роботу у 1993-му. Вона має два блоки — PFCA та PFCB, призначені для підготовки газу та нафти відповідно;
- сполучені з PFCP містками платформи для розміщення фонтанних арматур PFS1 та PFS2 (також може зустрічатись позначення PFSS — Platformei Fixed Sonde Support);
- сполучену з PFCP містком подвійну сервісну платформу PFC1/PFC2 (PFC2 призначена для проживання персоналу, а також має майданчик для гелікоптерів);
- платформу для розміщення фонтанних арматур PFS3 та асоційований з нею житловий блок PGSU3;
- споруджену в межах проекту по видобутку газу із еоценових відкладень платформу для розміщення фонтанних арматур PFS4 та асоційований з нею житловий блок PGSU4. З місця розташування PFS4 у 1994—1998 роках пробурили 9 свердловин, на яких у 2001-му провели роботи по добурюванню. 
Платформи встановлені в районах з глибинами від 51 до 53 метрів.
До комплексу Лебада-Схід під'єднані нафто- та газопроводи з родовищ Лебада-Захід (через них також проходить продукція родовищ Дельта та Сіноє) і Пескарус.
Встановлення на Лебада-Схід платформ дозволило вже у 1990-х повернути судна Fortuna та Jupiter до бурових робіт. Що стосується Gloria, то воно знаходилось на Лебада-Схід до 1998-го, коли було переведене на родовище Сінає.
Станом на 2003 рік на Лебада-Схід було пробурено 14 розвідувальних та 31 експлуатаційна свердловини. Їх фонд поповнювали і в подальшому, так, у четвертому кварталі 2018-го — четвертому кварталі 2019-го були споруджені 3 свердловини.
На початковому етапі розробки нафту вивозили човниковими танкерами, тоді як газ подавали по трубопроводу, що за первісним проектом призначався для нафти. У середині 1990-х проклали основний газопровід до ГПЗ Мідіа.